# 마리오 바르가스 요사
제1대 바르가스 요사 후작 호르헤 마리오 페드로 바르가스 요사(스페인어: Jorge Mario Pedro Vargas Llosa, I marqués de Vargas Llosa, 1936년 3월 28일 ~ 2025년 4월 13일)는 페루의 작가, 정치인, 언론인, 수필가이다. 라틴 아메리카에서 가장 중요한 소설가와 수필가 중 한 사람이며, 라틴 아메리카의 붐 세대를 이끌어 가는 작가 중 한 사람이다. 2010년에 노벨 문학상을 수상했다.
바르가스 요사는 1960년대에 명성을 얻었다. 그 시절에 그는 "《도시와 개들》"(La ciudad y los perros, The City and the Dogs, 1963/1966)), "《녹색의 집》"(La casa verde, 1965/1968), 기념비적인 작품인 "《카테드랄 주점에서의 대화》"(Conversación en la catedral, 1969/1975) 등을 발표했다. 1990년 대통령 선거에도 출마했지만 알베르토 후지모리 후보에 패했다.
2011년 2월 3일 스페인의 국왕 후안 카를로스 1세는 칙령 134/2011호에 의해 그를 후작으로 봉작하였다.
2022년 코로나-19 확진, 입원을 약화되어, 2025년 4월 13일에 사망하였다.

## 노벨 문학상 수상
2010년에 노벨 문학상을 받았는데 스웨덴 한림원은 바르가스 요사를 수상자로 선정한 이유를 다음과 같이 밝혔다.
| “ | 그의 권력 구조 지도와 개인의 저항, 반란, 패배에 대한 그의 강력한 이미지들 때문에 이 상을 드립니다. | ” |

## 모더니즘과 포스트모더니즘
바르가스 요사의 작품은 모더니즘과 포스트모더니즘의 양가적 측면을 모두 보인다. 모더니즘과 포스트모더니즘의 규범적 범주의 규정에 대한 논의는 여전히 진행 중이다. 하지만 케이스 부커(M. Keith Booker)는 바르가스 요사의 초기작만큼은 분명히 모더니즘적 성향을 보인다고 주장했다. 이러한 초기작들은 일반적으로 ‘모더니즘적 특징’이라고 알려져 있는 요소들을 잘 갖추고 있기 때문이다.
이와는 대조적으로, 바르가스 요사의 후기작들은 포스트모더니즘적 성향을 보인다. 이러한 작품들은 포스트모더니즘 예술 작품의 일반적 특징에 따라 매우 가볍고, 익살스러우며, 우스운 어조, 포스트모더니즘적 인물설정 등의 요소를 갖추고 있다.

## 장르 및 연도 별 작품 목록

### 소설
괄호 안의 년도는 해당 작품이 한국어로 번역된 첫 해.
- 1959 – Los jefes (두목들)
- 1963 – La ciudad y los perros (도시와 개들)
- 1966 – La casa verde (『녹색의 집』, 1986)
- 1969 – Conversación en la catedral (카테드랄 주점에서의 대화)
- 1973 – Pantaleón y las visitadoras (『판탈레온과 특별봉사대』, 2009)
- 1977 – La tía Julia y el escribidor (『나는 훌리아 아주머니와 결혼했다』, 2009)
- 1981 – La guerra del fin del mundo (『세상 종말 전쟁』, 2003)
- 1987 – El hablador (허풍쟁이)
- 1988 – Elogio de la madrastra (『새엄마 찬양』, 2010)
- 1993 – Lituma en los Andes (안데스의 리투마)
- 1997 – Los cuadernos de don Rigoberto (『리고베르토씨의 비밀노트』, 2004)
- 2000 – La fiesta del chivo (『염소의 축제』, 2010)
- 2003 – El paraíso en la otra esquina (『천국은 다른 곳에』, 2010)
- 2006 – Travesuras de la niña mala (『나쁜 소녀의 짓궂음』, 2011)
- 2010 – El sueño del celta(켈트족의 꿈)

## 역대 선거 결과
| 선거명      | 직책명        | 대수 | 정당     | 1차 득표율 | 1차 득표수  | 2차 득표율 | 2차 득표수  | 결과 | 당락 |
| ----------- | ------------- | ---- | -------- | ---------- | ----------- | ---------- | ----------- | ---- | ---- |
| 1990년 선거 | 페루의 대통령 | 90대 | 민주전선 | 32.57%     | 2,163,323표 | 37.68%     | 2,708,291표 | 2위  | 낙선 |

## 같이 보기
- 라틴아메리카 붐